# Европейские политические партии
Европейские политические партии (Европартии), официально признанные Европейским союзом политические партии на европейском уровне, политические организации, в отличие от национальных партий действующие не в одном государстве, а в нескольких и участвующие в работе учреждений Европейского союза.
Деятельность европартий регулируется и финансируется Европейским союзом. Как правило они состоят из национальных партий, а не отдельных лиц. Европартии имеют исключительное право на агитацию во время выборов в Европейский парламент и создание фракций Европарламента. Через координационные совещания с аффилированными главами государств и правительств они могут влиять на процесс принятия решений в Европейском совете. Европартии также тесно сотрудничают и координируют свои действия с аффилированными членами Европейской комиссии. В соответствии с Лиссабонским договором европартия, которая выиграла выборы в Европейский парламент имеет право предложить Европейскому совету своего кандидата на должность Председателя Европейской комиссии.

## Хронология
- 1992 год — В Маастрихтский договор добавлено положение «Политические партии на европейском уровне способствуют формированию европейского политического сознания и выражению воли граждан Союза». Таким образом, впервые использовано понятие «политическая партия на европейском уровне».
- 1997 год — Подписан Амстердамский договор, в котором в том числе был определён порядок финансирования европартий из европейского бюджета.
- 2001 год — Принят Ниццкий договор, согласно которому финансирование европартий регулировали совместно Европейский парламент и Европейский совет.
- 2003 год — 4 ноября Европейские парламент и совет утвердили Регламент (EC) № 2004/2003, запретивший прямое или косвенное финансирование национальных партий из европейского бюджета[1].
- 2007 год — 18 декабря был принят новый Регламент (EC) № 1524/2007 Европейского парламента и Совета, разрешивший европартиям финансировать за счёт европейского бюджета деятельность аффилированных мозговых центров (англ. Eurofoundations)[2]. Также новые правила закрепили за европартиями исключительное право на агитацию во время выборов в Европейский парламент.

## Положение
Для получения статуса европартии организация должна соответствовать следующим критериям:
- иметь статус юридического лица в том государстве-члене Евросоюза, где находится управление партии;
- соблюдать основополагающие принципы Европейского союза, а именно принципы свободы, демократии, уважения прав человека и основных свобод, а также верховенства закона;
- участвовать в выборах в Европейский парламент или объявить о намерении это сделать;
- представительство минимум в одной четверти государств-участников Евросоюза в лице европейских депутатов или депутатов национальных или региональных парламентов либо минимум 3 % голосов в одной четверти государств-участников на последних выборах в Европейский Парламент;
- ежегодно публиковать отчётность о своих доходах и расходах, активах и пассивах;
- предоставлять список своих доноров, пожертвования которых превышает € 500;
- не принимать пожертвования:
  - анонимные,
  - превышающие € 12 000 в год,
  - из бюджетов фракций Европейского парламента,
  - национальных политических партий, если они превышают 40 % их годового бюджета,
  - от компаний подконтрольных органам государственной власти в силу своей собственности или от финансового участия в их капитале;
- формировать свой бюджет по крайней мере на 15 % из других источников;
- подать заявление на получение финансирования не позже 30 сентября.

## Зарегистрированные европартии
В 2014 году существовало 14 признанных европартий:
- Альянс либералов и демократов за Европу (англ. The Alliance of Liberals and Democrats for Europe Party, ALDE Party) — экономический либерализм с 2012 года (ранее — ЕЛДР);
- Европейская народная партия (англ. European People's Party) — христианская демократия, либеральный консерватизм, с 1976 года;
- Европейское христианское политическое движение (англ. European Christian Political Movement) — социальный консерватизм, христианские права (Christian rights), с 2010 года;
- Партия европейских социалистов (англ. Party of European Socialists) — социал-демократия, с 1992 года;
- Партия европейских левых (англ. Party of the European Left) — социализм, коммунизм, с 1998 года;
- Европейская партия зелёных (англ. European Green Party) — зелёная политика, экологическое движение, с 1984 года;
- Альянс европейских консерваторов и реформистов (англ. Alliance of European Conservatives and Reformists) — консерватизм, антифедерализм, с 2009 года;
- Европейская демократическая партия (англ. European Democratic Party) — центризм, с 2004 года;
- Европейский свободный альянс (англ. European Free Alliance) — регионализм, национальные меньшинства, с 1989 года;
- Движение за Европу Наций и Свободы (англ. Movement for a Europe of Nations and Freedom) — евроскептицизм, национальный консерватизм, с 2012 года;
- Европейский альянс за свободу (англ. European Alliance for Freedom) — радикальный евроскептицизм, отказ от ЕС с 2010 года;
- Альянс европейских национальных движений (англ. Alliance of European National Movements) — национализм, ультраправая политика[4] с 2009 года;
- Движение за Европу Свободы и Демократии (англ. Movement for a Europe of Liberties and Democracy) — либерал-демократы с 2011 года;
- Демократы ЕС — Альянс за европейскую демократию (англ. EUDemocrats (EUD) – Alliance for a Europe of Democracies) — евроскептицизм, с 2006 года.

### Переименованные европартии
- 2004—2011 — Альянс за Европу наций (англ. Alliance for Europe of the Nations) — умеренный национализм, национал-демократия и евроскептицизм[5] с 2012 года — Движение за Европу Наций и Свободы.
- Европейская партия либеральных демократов и реформаторов (англ. European Liberal Democrat and Reform Party) — либерализм, с 2004 года, с 2012 года носит название Альянс либералов и демократов за Европу (англ. The Alliance of Liberals and Democrats for Europe Party, ALDE Party).
- 2006—2008 — Альянс независимых демократов Европы (англ. Alliance of Independent Democrats in Europe) — евроскептицизм и национализм[5]. с 2009 года — Европейский альянс за свободу.

### Предлагаемые европартии
В январе 2008 года лидеры крайне правых партий из Австрии, Бельгии, Болгарии и Франции объявили о планах по созданию крайне правой европартии с условным названием Европейская патриотическая партия (англ. European Patriotic Party), Патриотическая европейская партия (англ. Patriotic European Party) или Европейская партия свободы (англ. European Freedom Party). Позднее партии-инициаторы отказались от этой идеи, образовав Европейский альянс за свободу.

### Несуществующие европартии
1 ноября 2008 года, что Деклан Гэнли (англ. Declan Ganley) зарегистрировал в Дублине компанию Libertas Party Ltd, целью которой было содействовать провалу референдума о принятии Двадцать восьмой поправки к Конституции Ирландии. Позже на её базе была создана лоббистская группа Libertas Institute, которую со временем собирались преобразовать в европартию. Однако эта попытка закончилась безрезультатно.

## Структура
Все текущие европартии в основном состоят из национальных партий, а также отдельных членов, депутатов национальных или Европейского парламентов.

## Общеевропейские политические организации, не являющиеся европартиями
- Северный альянс зелёных и левых (англ. Nordic Green Left Alliance) — демократический социализм, феминизм, экосоциализм, объединяет 5 скандинавских партий.
- Евронат (англ. Euronat) — правый национализм, включает в том числе Британскую национальную партию и Национальный фронт (Франция).
- Европейские антикапиталистические левые (англ. European Anticapitalist Left) — неформальная сеть европейских ультралевых организаций.
- Европейский национальный фронт (англ. European National Front) — сеть крайне правых партий и организаций в Европе.
- Движение за европейскую реформу (англ. Movement for European Reform) — консерватизм, атлантизм, евроскептицизм, деятельность свёрнута после создания Альянса европейских консерваторов и реформистов.
- Платформа за прозрачность (англ. Platform for Transparency) — евроскептицизм, объединяет трёх независимых депутатов Европарламента.
- Европа — Демократия — Эсперанто (англ. Europe – Democracy – Esperanto) — выступает за введение эсперанто в качестве официального языка Европейского союза.
- «Новые европейцы» (англ. Newropeans) — евроинтеграция, реформа, демократизация и децентрализация Евросоюза.
- Европейская федералистская партия (англ. ) — европейский федерализм.

## Споры
Согласно регламенту Евросоюза средства выделенные из европейского бюджета для европартий не могут быть использованы для финансирования других политических партий, в частности, национальных. Национальные политические партии не входящие в состав европартий считают данное положение несправедливым. 25 членов Европейского парламента обратились в Европейский суд справедливости, утверждая, что это противоречит ценностям плюрализма и демократии, заявленными Евросоюзом. Иск рассматривался восемнадцать месяцев и был отклонён. Позднее решение суда было обжаловано французским Национальным фронтом, итальянской Лигой Севера и бельгийской партией «Фламандский интерес», но безуспешно.